# Port d'Auteuil
Le port d'Auteuil est une voie située dans le quartier d'Auteuil du 16e arrondissement de Paris, en France.

## Origine du nom
Il porte ce nom car il longe l'ancien quai d'Auteuil, devenu quai Louis-Blériot.

## Historique
Cette voie tient son nom d'un décret préfectoral du 18 juillet 1905. En 1966, une partie de la voie est transformée en la voie Georges-Pompidou.